# Дарькин, Сергей Михайлович
Серге́й Миха́йлович Да́рькин (род. 9 декабря 1963 года, Большой Камень) — российский государственный деятель, бизнесмен, губернатор Приморского края (25 июня 2001 — 28 февраля 2012), заместитель Министра регионального развития Российской Федерации (24 июня 2012 — 8 сентября 2014), президент ПАО «Тихоокеанская Инвестиционная Группа» с 2015 года. 

## Биография

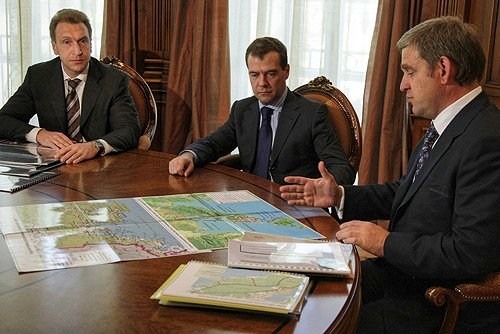
Рабочая встреча Президента РФ Дмитрия Медведева, Игоря Шувалова и Сергея Дарькина по вопросам подготовки к саммиту АТЭС-2012

Предки происходят из мордовского села Кажлодка. Родился в 1963 году в городе Большой Камень. Позже родители переехали в город Артём.

### Образование
Учиться начинал в восьмилетней школе № 1 города Артёма Приморского края. Окончил школу в селе Весёлый Яр Ольгинского района.
После школы поступил в Дальневосточное высшее инженерное морское училище имени адмирала Невельского на факультет управления морским транспортом. Во время учёбы работал в порту докером, матросом.
В 1985 году окончил училище с отличием и, поступив в аспирантуру ДВВИМУ, остался на кафедре экономики морского транспорта и морского права заведующим лабораторией.
После аспирантуры работал во Владивостокском морском торговом порту грузчиком, начальником смены первого грузового района.
В 1999 году закончил Дальневосточную государственную академию экономики и управления по специальности «Финансы и кредит».

### Бизнес
1989 год — заместитель директора по организации в акционерной компании «Дальлизинг».
В 1991 году создал и возглавил предприятие «Ролиз» (Российский лизинг), руководил им вплоть до избрания губернатором Приморского края. Первые годы предприятие занималось строительством судов, затем основным направлением его деятельности стала добыча рыбы.
В 1998 году возглавил Совет директоров обанкротившегося предприятия — Уссурийский масложиркомбинат, не оставляя руководство рыбодобывающим предприятием «Ролиз». Сегодня на базе комбината работает предприятие «Приморская соя», входящее в Клуб крупнейших налогоплательщиков Приморья.
В декабре 1998 года стал президентом банка «Приморье».
По итогам 2010 года был признан самым богатым чиновником в Дальневосточном федеральном округе.
После увольнения с государственной службы сосредоточился на ведении бизнеса. В конце 2014 года создал ПАО «Тихоокеанская Инвестиционная Группа», президентом которой является с 2015 года. Основное направление работы компании — привлечения частных инвестиций на Дальний Восток.

### Государственная служба
6 февраля 2001 года прежний губернатор Евгений Наздратенко ушёл в отставку. При этом он поддержал Дарькина на последующих выборах.
17 июня 2001 года в ходе повторных выборов губернатора Приморского края набрал наибольшее число голосов избирателей — за него проголосовало 40,17 процентов избирателей, пришедших на избирательные участки.
25 июня 2001 года принёс присягу на внеочередном заседании Законодательного Собрания Приморского края и официально вступил в должность губернатора Приморского края.
С 19 декабря 2003 по 19 июля 2004 — член президиума Государственного совета Российской Федерации.
В ноябре 2004 года было объявлено о его вступлении в партию «Единая Россия».
22 января 2005 года после встречи с В. Путиным обратился к нему с вопросом о доверии. 31 января 2005 года Путин внёс его кандидатуру на пост губернатора края. Решением Законодательного Собрания переутверждён (35 голосов из 36) на должность губернатора Приморского края, став первым назначенным губернатором в России.
5 января 2010 года президент РФ Д. Медведев предложил кандидатуру Дарькина на утверждение парламентом Приморского края в качестве губернатора. 11 января 2010 года парламентарии утвердили Дарькина на посту главы региона. За продление полномочий на третий срок проголосовал 31 депутат, против высказался лишь один парламентарий.
В ходе прямой линии с В. Путиным 15 декабря 2011 года один из приморских бизнесменов в прямом эфире раскритиковал Дарькина. Реагируя на эту реплику, Путин заявил, что учтёт критику приморцев в адрес губернатора. «Дело не только в коррупции, очень много вопросов связано с криминалом в крае, больше, чем в каком-либо другом регионе РФ, к сожалению», — пояснил своё мнение Путин.
28 февраля 2012 года президент РФ Д. Медведев принял отставку Дарькина «по собственному желанию и по состоянию здоровья».
24 июня 2012 года Сергей Дарькин был назначен заместителем министра регионального развития Российской Федерации. Об этом говорится в опубликованном распоряжении российского правительства от 19 июля 2012 г. С упразднением Минрегионразвития РФ уволен с этой должности.

## Криминальные скандалы
Слухи о причастности Дарькина к криминальным структурам впервые появились в июне 2001 года. Одна из газет Владивостока со ссылкой на источники в правоохранительных органах сообщила, что среди местных бандитов Дарькин известен под кличкой Дарыч.
В 2002 году в программе Андрея Караулова «Момент истины» были показаны видеокадры, на которых Дарькин был запечатлён в окружении местных криминальных авторитетов, обращавшихся к нему как к Серёге Шепелявому. Губернатор поспешил опровергнуть слухи и подал иск на Караулова о защите чести, достоинства и деловой репутации. В октябре 2005 года Ленинский районный суд Владивостока удовлетворил иск губернатора
В сентябре 2007 года в программе «Субботний вечер с Владимиром Соловьёвым» депутат Госдумы Александр Хинштейн прямо заявил бывшему прокурору Приморского края Александру Аникину: «О какой борьбе с коррупцией можно говорить, если у вас в крае, первым в России, по новому закону, губернатором назначен Сергей Дарькин, более известный, как Серега Шепелявый…?».
В мае 2008 года в доме губернатора был проведён обыск по уголовному делу руководителя территориального управления Федерального агентства по управлению федеральным имуществом по Приморскому краю Игоря Мещерякова. Мещерякову было предъявлено обвинение в мошенничестве в крупном размере, сам он был заключён под стражу. В результате обыска был изъят сейф с документами. После обыска Дарькин попал в больницу.
Вслед за обыском в резиденции губернатора был проведен обыск в офисе рыбодобывающей компании ЗАО «Ролиз», совладелицей которой являлась жена губернатора Приморья Сергея Дарькина Лариса Белоброва. В ходе следственных мероприятий были изъяты бумажные и электронные носители информации, касавшейся коммерческой деятельности предприятия.

## Семья
Жена — актриса и предприниматель, заслуженная артистка России Лариса Белоброва. Источником дохода Белобровой являются банковские вклады и акции банка «Приморье», переданные ей Дарькиным
Первая (бывшая) жена: Дарькина Ирина Анатольевна. Девичья фамилия — Головизина. Дочь первого секретаря Приморского крайкома КПСС (1990—1991 гг.) Анатолия Головизина.
Дети: Анна (от первого брака) и Ярослава, а также падчерица (дочь Л. Белобровой от первого брака) Светлана.

## Награды
- Звание «Почётный гражданин города Владивостока» (2010)[13].
- Почётная грамота правительства Российской Федерации (2010)[14].
- Знак отличия «За заслуги перед Владивостоком» 2-й степени[15].
- Орден «Славы и Чести» 2-й степени за вклад в развитие православия на Приморской земле (2012)[16].